# Sträck ut din hand
Sträck ut din hand är ett album som utkom 1995 av och med Lasse Berghagen.

## Låtlista
1. Sträck ut din hand
2. Låt oss rigga en skuta
3. Då är du aldrig ensam
4. Till Bohuslän
5. Låt mej få ge dej min sång
6. I mina blommiga sandaler (musik: L.Berghagen - Ö.Backendahl - G.Werner)
7. Nils
8. Stockholm i mitt hjärta
9. En morgon av lycka
10. Stäng inte dörr'n
11. Res med mej uppför floden
12. Farväl till sommaren
13. Du vandrar som oftast allena

## Listplaceringar
| Lista (1995) | Topplacering |
| ------------ | ------------ |
| Sverige      | 13           |